# N79 (Frankrijk)
De N79 of Route nationale 79 is een nationale weg in Frankrijk. De weg loopt van Digoin via Paray-le-Monial naar Mâcon en is 74 kilometer lang. In Mâcon sluit de weg aan op de A6 tussen Parijs en Lyon en op de A406 naar Bourg-en-Bresse. De N79 is onderdeel van de Europese weg 62 tussen Nantes en Genua.

## Geschiedenis
In 1811 liet Napoleon Bonaparte de Route impériale 97 aanleggen van Nevers naar Genève via Mâcon en Nantua. In 1824 werd de huidige N79 gecreëerd uit de oude route van de Route impériale 97. Deze weg liep van Nevers via Mâcon en Bourg-en-Bresse naar Montréal-la-Cluse en was 231 kilometer lang.

### Declassificaties
In 1973 werd het beginpunt van de weg verlegd van Nevers naar Moulins. Door het verleggen van het beginpunt werden de N73 tussen Moulins en Chevagnes en de N488 tussen Chevagnes en Digoin aan de N79 toegevoegd.
Van de oude N79 werd het deel tussen Nevers en Decize onderdeel van de N81 en heet nu D981. Het deel tussen Decize en Digoin werd overgedragen aan de departementen Nièvre en Saône-et-Loire en in beide departementen omgenummerd tot D979. In datzelfde jaar werd ook het deel tussen Bourg-en-Bresse en Montréal-la-Cluse overgedragen aan het departement Ain en kreeg het nummer D979.
Vanaf 1999 liep de weg ten zuiden van Moulins verder naar Montmarault over de voormalige N145. De oude weg tussen Moulins en Digoin werd omgenummerd tot D779. In 2006 werd de N79 tussen Mâcon en Bourg-en-Bresse overgedragen, omdat deze weg geen belang meer had voor het doorgaande verkeer vanwege de parallelle autosnelweg A40. De weg werd omgenummerd naar D1079.
In 2022 werd de A79 opengesteld. Als gevolg hiervan is de N79 tussen Montmarault en Digoin afgewaardeerd en heeft dit tracé sindsdien geen status van route nationale meer. Daarmee is het oude tracé van 170 km lang ingekort naar 74 km/
Samengevat kregen de overgedragen delen van de N79 kregen de volgende nummers:
- Nièvre: D979 en D981
- Saône-et-Loire: D979
- Allier: D779
- Ain: D979 en D1079

N1 · N2 · N3 · N4 · N5 · N6 · N7 · N9 · N10 · N11 · N12 · N13 · N14 · N15 · N17 · N19 · N19J · N20 · N21 · N22 · N24 · N25 · N27 · N28 · N31 · N33 · N34 · N36 · N37 · N41 · N42 · N43 · N44 · N47 · N49 · N51 · N52 · N57 · N58 · N59 · N61 · N61A · N65 · N66 · N67 · N70 · N77 · N79 · N80 · N82 · N83 · N85 · N86 · N87 · N88 · N89 · N90 · N94 · N98 · N100 · N102 · N104 · N105 · N106 · N109 · N112 · N113 · N116 · N118 · N118A · N118B · N122 · N123 · N124 · N125 · N126 · N129 · N134 · N135 · N136 · N137 · N138 · N141 · N142 · N145 · N147 · N149 · N150 · N151 · N154 · N157 · N158 · N159 · N162 · N164 · N165 · N166 · N171 · N174 · N175 · N176 · N182 · N184 · N186 · N186A · N186B · N188 · N191 · N192 · N201 · N202 · N205 · N209 · N216 · N221 · N224 · N225 · N227 · N230 · N237 · N244 · N248 · N249 · N250 · N254 · N265 · N274 · N282 · N296 · N301 · N303 · N306 · N314 · N315 · N316 · N320 · N324 · N330 · N337 · N338 · N346 · N353 · N356 · N363 · N385 · N388 · N401 · N406 · N410 · N416 · N425 · N431 · N440 · N441 · N444 · N446 · N449 · N481 · N486 · N488 · N489 · N520 · N524 · N532 · N537 · N542 · N543 · N568 · N569 · N572 · N580 · N814 · N844 · N1007 · N1012 · N1013 · N1014 · N1019 · N1021 · N1029 · N1031 · N1043 · N1050 · N1075 · N1083 · N1104 · N1113 · N1134 · N1135 · N1141 · N1154 · N1338 · N1547 · N1569 · N2028 · N2043 · N2057 · N2162 · N2249